# Pseudo-Bonaventura

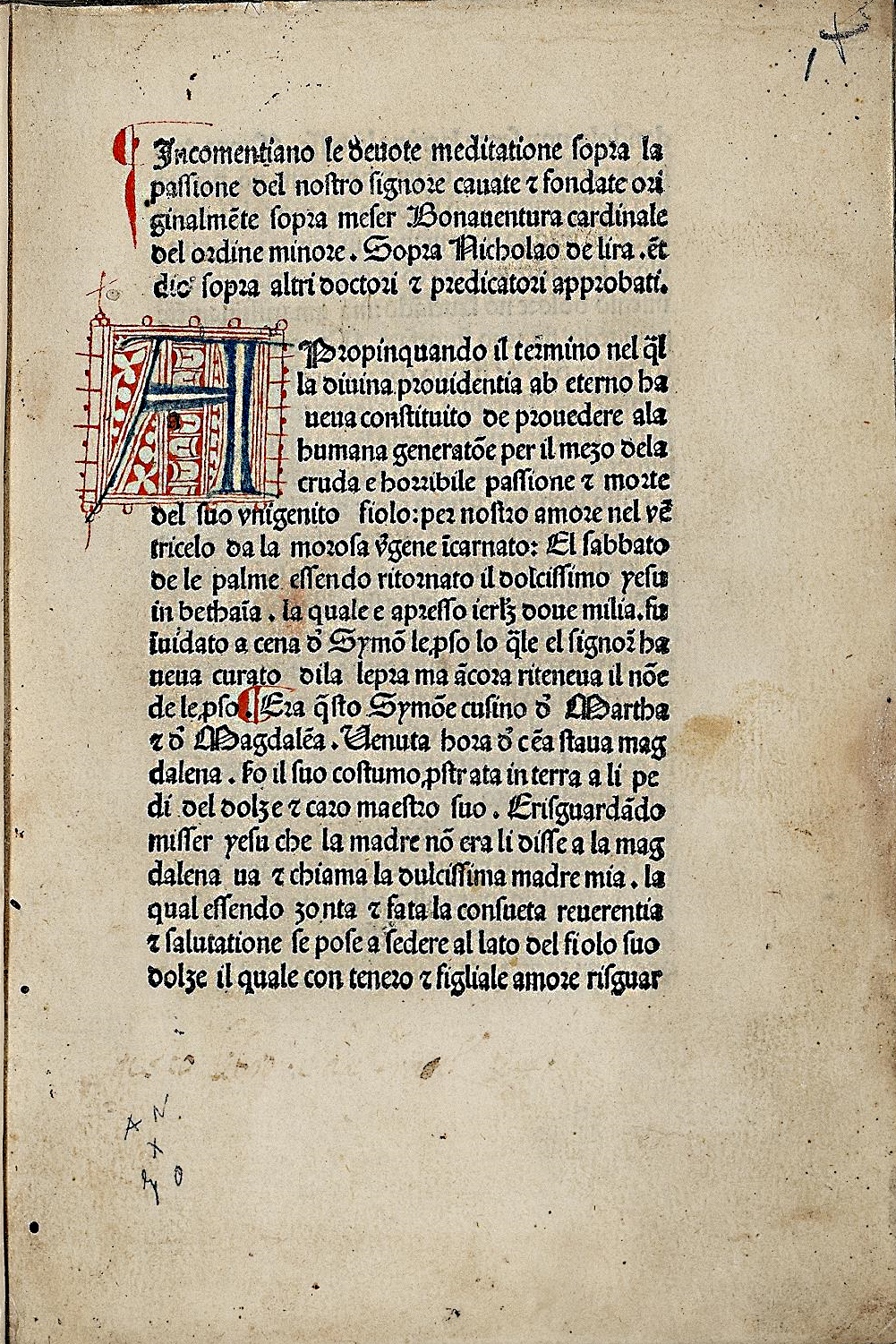
Meditationes vitae Christi (Giovanni de Cauli?), ca. 1478

El Pseudo-Bonaventura és el nom donat als autors d'unes quantes obres devocionals que a la seva època es pensà que eren obra de Bonaventura de Bagnoregio: "Semblaria com si 'Bonaventura' es considerarà una etiqueta adient per a una certa classe de text, més que l'afirmació de l'autoria".
Així doncs, el terme "Pseudo-Bonaventurià" s'usa habitualment. Moltes obres hui en dia tenen altres atribucions d'autoria que estan acceptades generalment, però la més famosa, les Meditationes Vitae Christi, continua essent considerada sols com una obra del Pseudo-Bonaventura.

## Meditationes Vitae Christi
No confondre amb la Vita Christi de Ludolf de Saxònia
La més popular i important d'aquestes obres, foren les Meditationes de Vita Christi ("Meditacions sobre la vida de Crist", o L'espill de la vida sagrada de Jesucrist), que podem datar al voltant de 1300; com Bonaventura, l'autor fou probablement un franciscà, i l'obra està adreçada a una clarissa. Han arribat uns dos-cents manuscrits, incloent-hi 17 còpies il·luminades, i la popularitat de l'obra augmentà posteriorment amb les primeres edicions impreses. Una edició veneciana 1497 és l'única obra d'impressió xilogràfica italiana coneguda.
Les evocacions detallades de l'obra sobre diversos moments dels Evangelis influïren en l'art, i hom considera que foren la font d'inspiració de la iconografia dels fresc de la Vida de Crist a la capella dels Scrovegni pintats per Giotto di Bondone. També es considera que inspirà el gran augment en representacions del Vel de Verònica a partir del final del s. XIV.

## Altres obres
- Stimulus Amoris (Estímul d'amor), del qual la Instructio sacerdotis ad se preparandum ad celebrandum missam (Instrucció perquè els preveres es preparen per a celebrar la Missa) és una part.
- Biblia pauperum (Bíblia dels pobres - un títol que sols es va donar en el s. XX) és una versió tipològica curta de la Bíblia, també extremadament popular i sovint il·lustrada. Hi hagué diferents versions d'aquesta. L'original potser és del dominic Nicolau de Hanapis.
- Speculum Beatæ Mariæ Virginis (Espill de la beata Verge Maria), de Conrad de Saxònia.
- Speculum Disciplinæ (Espill de disciplina), Epistola ad Quendam Novitium (Epístola a algun novici) i Centiloquium, tots ells probablement obra del secretari de Bonanventura, Bernard de Besse
- Llegenda de Santa Clara.
- Theologia Mystica (Teologia mística), probablement d'Enric Balme.
- Philomena, un poema ara atribuït a John Peckham, arquebisbe de Canterbury del 1279 al 1292.